# Melanostigma
Melanostigma es un género de peces de la familia Zoarcidae en el orden de los Perciformes.

## Especies
- - Melanostigma atlanticum   Koefoed, 1952
  - Melanostigma bathium  Bussing, 1965
  - Melanostigma gelatinosum  Günther, 1881
  - Melanostigma inexpectatum  Parin, 1977
  - Melanostigma orientale  Tominaga, 1971
  - Melanostigma pammelas  Gilbert, 1896
  - Melanostigma vitiazi  Parin, 1979